# Клювер, Филипп
Филипп Клювер (нем. Philipp Cluver, Clüver; 1580—1623) — немецкий учёный, изучавший историческую географию.
В 1607—1613 объехал Норвегию, Англию, Шотландию, Францию, Германию и Италию и затем поселился в Лейдене. В 1618 обошел пешком Италию. Появившееся лишь после его смерти сочинение: «Introductio in universam geographiam tam veterum quam novam» (Лейден, 1624 и позже) получило широкое распространение как первый удачный опыт систематической обработки географии во всём её историко-политическом объёме; тем не менее по научной ценности оно уступает его описаниям древностей Италии (Лейден, 1624) и Сицилии, Сардинии и Корсики (Лейден, 1619; Люнебург, 1659), а также его «Germania antiqua» (Лейден, 1616 и 1631).